# محافظة الغزالة
محافظة الغزالة هي إحدى محافظات منطقة حائل في السعودية، وعاصمتها الإدارية مدينة الغزالة. تقع جنوب حائل غرب جبل رمان.

## التسمية
الغزالة بفتح الغين المعجمة، وفتح الزاي المعجمة أيضاً، والتاء للتأنيث اسم لأنثى الغزال، وهي كذلك اسم الشمس عند طلوعها، قال ذو الرمة:
فأشرقت الغزالة رأس حزوى
أراقبهم وما أغنى قبالا
والغزالة عشب من السطاح ينفرش على الأرض ويخرج من وسطه قضيب يقشر ويؤكل حلواً كما في اللسان.
سبب التسمية
قيل في سبب تسمية المحافظة بالغزالة أكثر من ثلاثة عشر رأياً، ولكن الراجح قولان هما:
- الأول: أنها سميت على اسم نبتة تنتشر بكثرة في تلك المنطقة تسمى (الغزال).
- الثاني: يذهب إلى أن نسبة التسمية إلى الظباء التي كانت توجد وبكثرة فيها بسبب الأشجار المنتشرة هناك، وكلا القولين صحيح.[2]

## السكان
بلغ عدد سكان محافظة الغزالة (12,767) نسمة حسب تعداد السعودية 2022، عدد السعوديين (10,628) نسمة، وعدد غير السعوديين (2,139) نسمة.

## نشأتها
ليس هناك تاريخ موثق لنشأة المحافظة من البداية ولكن يظهر أنها كانت مورداً قديماً جداً من موارد بني أسد واستوطنتها بعد ذلك قبيلة بنو تميم وذلك منذ مايقارب الثلاث مائه وخمسين عاماً كما أشار بعض المؤرخين انها عمرت مابين عام 1051 هجري إلى 1111هجريه استناداً وإستدلالاً من البنايات الطينيه والصخريه الموجوده بها. وصفها «موسيل» سنة 1951 م في كتابه (شمال نجد)، كما عدها (والان) الذي زارها سنة 1846 م بأنها أكبر قرى الإقليم وتمتد حدودها حتى المدينة المنورة محافظة الحناكية جنوباً، وشمالاً تحدها عقلة بن جبرين وغرباً محافظة خيبر بمنطقة المدينة المنورة وشرقا منطقة القصيم.

### نبذة عن تأسيس مركز الغزالة
تأسس مركز إمارة الغزالة سابقاً عام 1393هـ على يد أمير المركز سابقاً ناصر فيصل الحويّر وحتى أول 1396هـ ثم تولى إمارة مركز الغزالة بعده حمود سليم الحربي من عام 1396هـ وحتى أطلق نظام المحافظات والمناطق في عام 1414هـ ثم بعد ذلك أصبحت محافظة وتولى منصبها الأستاذ مسعد مبارك التركي.

## من أهم معالمها القديمة
- سور البلدة من الطين: وهو جدارين سميكين مملوء ما بينهما بالتراب لغرض عزل رصاص الرماة أيام الحكم العثماني، وذكر أنه جرى تشييد هذا السور بأمر حاكم نجد آنذاك فيصل بن تركي آل سعود.
- يوجد فيها عدد من القلاع الحصينة والتي يدل بقاؤها إلى الآن على إحكام بنائها وقوة رجالها وصمودهم على مر العصور.
- مسجد الطين القديم وبه تاريخ يعود لعام 1224هـ ولا يزال قائماً.